# Johann Karl Christian Lippe
Johann Karl Christian Lippe (* 19. Juli 1779 in Braunschweig; † 1. Oktober 1853 in Lenzburg) war ein Schweizer Pädagoge.

## Leben und Werk
Lippe studierte an der Universität Helmstedt Theologie und lernte Joachim Heinrich Campe kennen, der seinen Lebensweg entscheidend prägte. Lippe siedelte 1809 nach Hofwil über, wo er an der Erziehungsanstalt von Philipp Emanuel von Fellenberg unterrichtete. Wegen unüberbrückbarer Differenzen mit Fellenberg verliessen Lippe und mit ihm etliche Lehrer 1822 Hofwil. Lippe gründete 1823 auf Schloss Lenzburg eine Privatschule für Knaben aus gutem Haus. Die Kantonsregierung überliess ihm die Liegenschaft zunächst für fünf Jahre unentgeltlich, jedoch musste er alle notwendigen Reparaturen selbst tragen. Danach wurde der Pachtvertrag alle drei Jahre verlängert.
In den 1830er Jahren zählte die Schule bis zu 50 Schüler und zwölf Lehrer, darunter u. a. der Erdkundelehrer Johann Gottfried Lüdde. Ihre Ausbildung erhielten hier überwiegend protestantische Franzosen aus dem Elsass und dem Midi, deren Eltern dem katholisch geprägten französischen Schulwesen misstrauten. Lippes Erziehungsprinzipien waren weitgehend identisch mit jenen von Johann Heinrich Pestalozzi, mit dem er befreundet war. Lippe konvertierte 1839 zum katholischen Glauben. Die politische Instabilität aufgrund der Revolutionen von 1848/49 führte zu einem Schülerrückgang. Wegen hoher Betriebs- und Unterhaltskosten musste Lippe Kredite aufnehmen, die er nicht zurückzahlen konnte. Einen Tag nach dem Ende des Schulbetriebs am 30. September 1853, der mit den Gläubigern vereinbart worden war, starb Lippe.